# Acacia cuneata
Acacia cuneata é uma espécie de leguminosa do gênero Acacia, pertencente à família Fabaceae.